# Eupatorium perfoliatum
La eupatoria, Eupatorium perfoliatum, es una planta perenne perteneciente a la familia de las asteráceas. Es natural del este de Estados Unidos y Canadá  y en menor medida en Europa. Crece en terrenos bajos pantanosos y lugares húmedos.

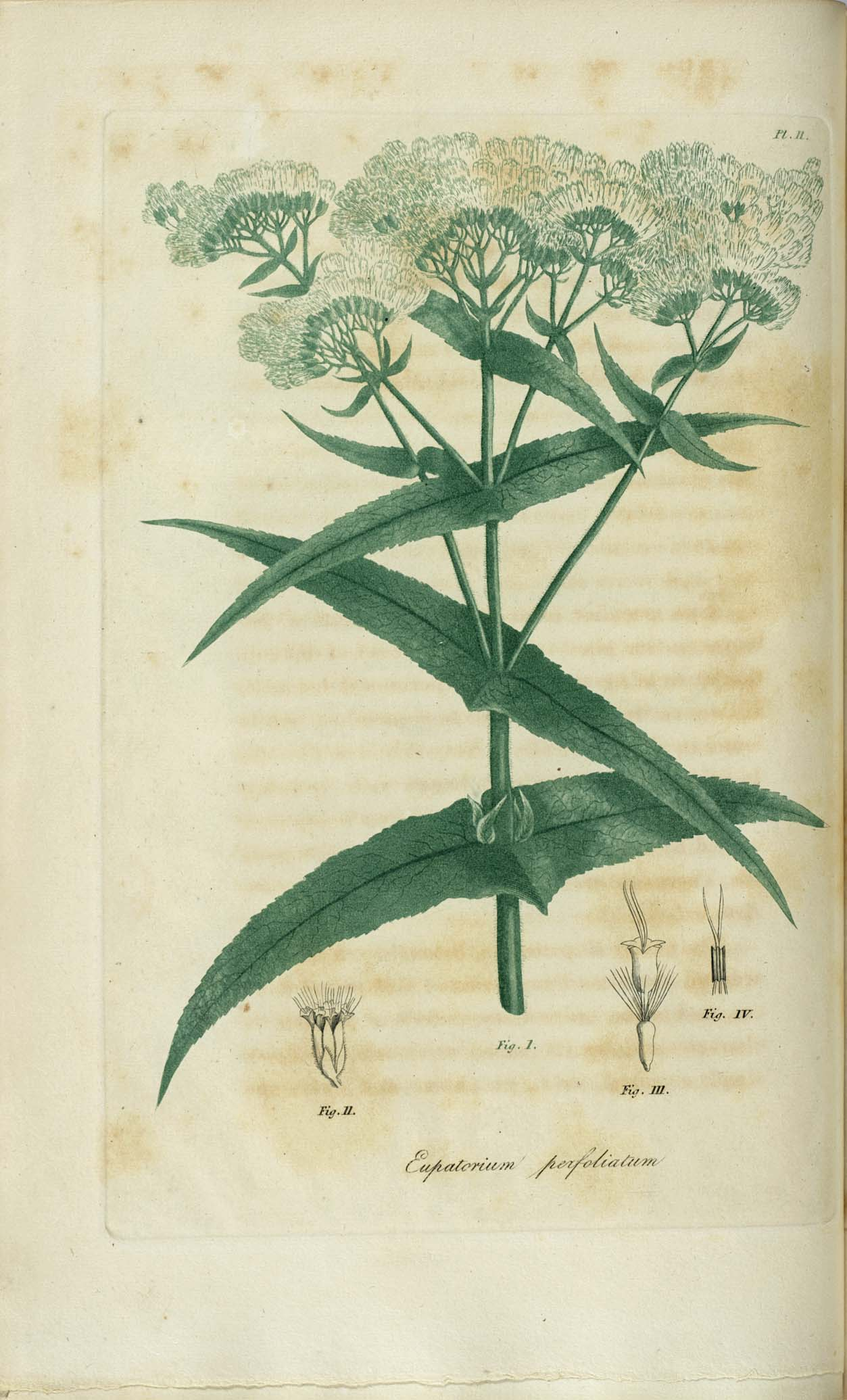
ILustración

## Descripción
Es una planta perenne con raíz horizontal. Los tallos son huecos, redondos, suculentos y con pelusa, alcanzando 50-200 cm de altura. Las hojas están unidas por la base, son rugosas, ásperas y lanceoladas con nervaciones. Las flores son de color blanco y se agrupan en corimbos terminales. La corola tiene cinco segmentos. Las semillas se encuentran en un receptáculo desnudo y son de color negro.

## Propiedades
- Utilizada en otros tiempos para el tratamiento de fiebres intermitentes y tifus, gripe y catarros.
- En dosis elevadas es vomitiva y purgante.
- Vía externa se aplica contra espasmos musculares y dolores reumáticos.[2] and was a very common remedy in the United States in the 19th century.[3]

## Taxonomía
Eupatorium perfoliatum fue descrita por (Hassl.) R.M.King & H.Rob.  y publicado en Species Plantarum 2: 838–839. 1753.
Etimología
Eupatorium: nombre genérico que viene del griego y significa "de padre noble". Cuyo nombre se refiere a Mitrídates el Grande, que era el rey del Ponto en el siglo I a. C. y a quien se le atribuye el primer uso de la medicina. De hecho, las especies de este género, a lo largo del tiempo, han tomado diversas denominaciones vulgares referidas sobre todo a la medicina popular, esto sirve para resaltar las propiedades de Eupatoria, aunque actualmente este uso se ha reducido algo debido a algunas sustancias hepatotóxicas presentes en estas plantas.
perfoliatum: epíteto latíno que significa "con las hojas juntas alrededor del tallo".
Sinonimia
- Cunigunda perfoliata (L.) Lunell
- Eupatorium chapmanii Small
- Eupatorium connatum Michx.
- Eupatorium salviifolium Sims
- Eupatorium truncatum Muhl. ex Willd.
- Uncasia perfoliata Greene
- Uncasia truncata (Muhl. ex Willd.) Greene[6]